# James Duncan (athlétisme)
Pour les articles homonymes, voir Duncan et James Duncan (homme politique).
James Henry « Jim » Duncan (né le 25 septembre 1887 à New York et décédé le 21 janvier 1955) est un athlète américain spécialiste du lancer du disque. Affilié au Mohawk AC, il mesurait 1,78 m pour 86 kg.

## Biographie
Il est le premier détenteur du record du monde du lancer du disque avec 47,58 m ; cette marque restera inégalée pendant 12 ans avant que Thomas Lieb ne l'améliore de 3 centimètres.

### Palmarès
| Date | Compétition           | Lieu      | Résultat | Performance |         |
| ---- | --------------------- | --------- | -------- | ----------- | ------- |
| 1912 | Jeux olympiques d'été | Stockholm | 3e       | 1 main      | 42,28 m |
| 1912 | Jeux olympiques d'été | Stockholm | 5e       | 2 mains     | 71,13 m |

### Records
| Épreuve          | Performance | Lieu     | Date        |
| ---------------- | ----------- | -------- | ----------- |
| Lancer du disque | 47,58 m     | New York | 27 mai 1912 |